# Basutoland
Il Basutoland (in inglese: Basotholand), ufficialmente Territorio di Basutoland, era una colonia britannica fondata nel 1884 dopo l'inabilità della Colonia del Capo di controllare il territorio. Era divisa in sette distretti: Berea, Leribe, Maseru, Mohales Hock, Mafeteng, Qacha's Nek e Quthing.
Il Basutoland cambiò poi il nome in Regno del Lesotho quando ricevette l'indipendenza dal Regno Unito il 4 ottobre 1966.
Il territorio è composto prevalentemente da montagne inabitabili ed è per questo motivo che il Basutoland non aveva una grande popolazione.